# جيمس كولاياني
كان جيمس ف. كولاياني (6 أغسطس 1922 - 5 أكتوبر 2016) هو عالم لاهوت كاثوليكي أمريكي، ومؤلف، وناشر، ومحام، وناشط.

## بدايات حياته
وُلد في مدينة باترسون بولاية نيوجيرسي عام 1922. في عام 1939، تخرج كولاياني من مدرسة سانت جوزيف العليا في مدينة باترسون بولاية نيوجيرسي ودرس في جامعة سيتون هول. خدم كولاياني في الجيش الأمريكي خلال الحرب العالمية الثانية في شمال أفريقيا، وإيطاليا، وفرنسا، وألمانيا، وحصل على رتبة رقيب تقني. و بعد تسريحه المشرّف بدأت معتقداته المناهضة للحرب في الظهور.

## مساره المهني
قُبِل كولاياني في نقابة محاميي نيوجيرسي عام 1948 بعد التحاقه بكلية جون مارشال للحقوق. أثناء دراسته في كلية الحقوق درب فريق كرة السلة في إحدى المدارس العليا وفاز ببطولة الولاية. في نفس الفترة أنتج سلسلة من المناقشات التي نُشرت على نطاق واسع بين ويليام ف. باكلي جونيور من مجلة ناشونال ريفيو، وويليام كلانسي من مجلة الكومنويل الكاثوليكية الليبرالية.
حصل على درجة الماجستير في اللاهوت من معهد علم اللاهوت العلماني (آي إل تي)، من مقره في جامعة سان فرانسيسكو عام 1963. وبصفته عضوًا في معهد علم اللاهوت العلماني شغل منصب مدير التعليم الديني للكبار في أبرشية السيدة العذراء من جبل الكرمل الكاثوليكية في مدينة ريدوود، بولاية كاليفورنيا من 1963 حتى 1965.
كان مدير التحرير، والناشر المشارك، والمحرر الديني لمجلة رامبارتس (الأسوار) من 1965 حتى 1967. في عدد أغسطس 1966 من رمبارتس، وثّقت مقالة كولاياني، «نابالم: يوميات مدينة صغيرة» مقاومة إنشاء مصنعٍ للنابالم في ريدوود. فكانت أول مقالة في الصحافة الوطنية تدين تصنيع النابالم واستخدامه في حرب فيتنام. قاد كولاياني احتجاجًا شارك فيه الآلاف ضد استخدام النابالم كسلاحٍ عسكريّ في فيتنام. تصدر الأخبار المحلية بصفته المتحدث الرسمي باسم الحركات المناهضة للنابالم والحرب، وظهر في برامج مثل إن بي سي نايتلي نيوز مع والتر كرونكايت وهنتلي برينكلي ريبورت.
دعا كولاياني إلى إلغاء العزوبة الإلزامية في كِهانة الكنيسة الكاثوليكية في كتابه رهبان متزوجون وراهبات متزوجات (الذي نشرته ماكجرو هيل). كتاب آخر له، اليسار الكاثوليكي: أزمة الراديكالية في الكنيسة (الذي نشرته شيلتون للنشر)، هو دراسة لظاهرة الليبرالية في الكنيسة الكاثوليكية في أمريكا. شغل كولاياني منصب المدير التنفيذي للمؤتمر الوطني الطقوسي في واشنطن العاصمة من 1967 حتى 1970. وبهذه الصفة، قدم أحد أول المشاهد «للجماهير الغفيرة حفلات الروك» على الساحة الوطنية، باستضافة ميني ريبيرتون وفرقة روتاري كونيكشن الموسيقية، في المؤتمر الوطني الطقوسي، بساحة ميلووكي أرينا، عام 1969، بحضور الآلاف.
ابتداءً من عام 1970، كان كولاياني الناشر والكاتب الرئيسي لصنداي سيرمونز، وهي دار نشر متخصصة في المواد المرجعية للوعاظ من رجال الدين، مع توزيع في جميع أنحاء العالم. اعتبارًا من عام 2006، كتب كولاياني أكثر من 2000 موعظة حول طائفة واسعة من الموضوعات، جُمعت الكثير منها في مجموعات لتُنشر. وكان أيضًا ناشرًا لدليل التغذية السريرية، 1985، ومجلة التغذية السريرية، التي حررها الدكتور ديفيد م. بيج من كلية الطب بجامعة جونز هوبكنز. اللذيّن وُزعا دوليًا على الأطباء وغيرهم من مقدمي الرعاية الصحية. وقد نشر أيضًا التقرير العام: النشرة الإخبارية عن  أعظم الأعمال الموسيقية والتقارير العامة 1993-1998، وهي أول مطبوعة لفهرسة المصنفات الأدبية، والمؤلفات الموسيقية، والأفلام، وأعمال الفنون المرئية التي دخلت في نطاق الملكية العامة الأمريكية. حرر هذه المطبوعة سكوت أ. جونسون، حفيد كولاياني، ينشر صنداي سيرمونز حاليًا جيمس ف. كولاياني جونيور.

## العائلة
تزوج كولاياني عام 1950 من باتريشيا كيلي كولاياني، كبيرة المحررين في شركة النشر الخاصة به، صنداي سيرمونز. كان لديهم ستة أطفال: كارين، وجانيس، وباميلا، وجيمس، ولويز، وجون.

## أواخر حياته
كان كولاياني منتجًا مشاركًا مع آرت ليجوف صاحب نادي الجاز فيليدج جايت في نيويورك في إنتاج العرض الموسيقي (مرة أخرى في فيليدج جايت)، في مدينة تورنتو، بمقاطعة أونتاريو، كندا. كان المُنتج الوحيد لعرض جاز أمريكا على مسرح وارنر التاريخي، واشنطن العاصمة.
توفي في منزله في مدينة غالوي، بولاية نيو جيرسي، عن عمر يناهز 94 عامًا.